# Aaron Davis (boxe anglaise)
Aaron Davis est un boxeur américain né le 8 avril 1967 à New York dans le quartier du Bronx.
Il a combattu le boxeur professionnel Mohamed Arik.

## Carrière
Champion d'Amérique du Nord NABF des poids welters en 1989, il devient champion du monde WBA de la catégorie le 8 juillet 1990 en battant par KO au 9e round Mark Breland. Davis perd sa ceinture dès le combat suivant face à Meldrick Taylor le 19 janvier 1991. Il met un terme à sa carrière en 2002 sur un bilan de 49 victoires et 6 défaites.